# Convento Franciscano de San Gabriel Arcángel
El Convento de San Gabriel Arcángel es uno de los más antiguos conjuntos conventuales del siglo XVI de México, «uno de los monumentos arquitectónicos más emblemáticos de la larga historia mesoamericana que se desarrolló y evolucionó en Cholula».

## Historia

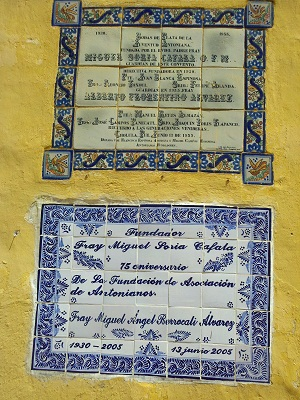
Fundación

Ubicado en el centro de la ciudad de San Pedro Cholula, Puebla, fue fundado antes de 1528 sobre el terreno en que estuvo ubicado un templo dedicado al culto de Quetzalcóatl. Sin embargo, debido a la falta de frailes, la primera piedra fue colocada recién el 7 de febrero de 1549 por el tercer obispo de Puebla, Sebastián Martín de Hojacastro. 
Su edificación, efectuada en su totalidad por mano indígena y bajo la dirección de fray Toribio de Alcatraz, se terminó en 1552 y fue dedicada el 30 de abril de ese año por el mismo obispo Martín de Hojacastro.
En 1568 era superado en tamaño solo por el convento de San Francisco en Puebla, y había sido propuesto como modelo arquitectónico para conjuntos conventuales de mayores proporciones, por lo que fue elegido para la reunión del capítulo provincial de la orden. El siguiente año el convento albergaba a sólo cinco frailes que asistían espiritualmente a 12 mil personas pero para el siglo XVII el número de frailes ascendía ya a 30.

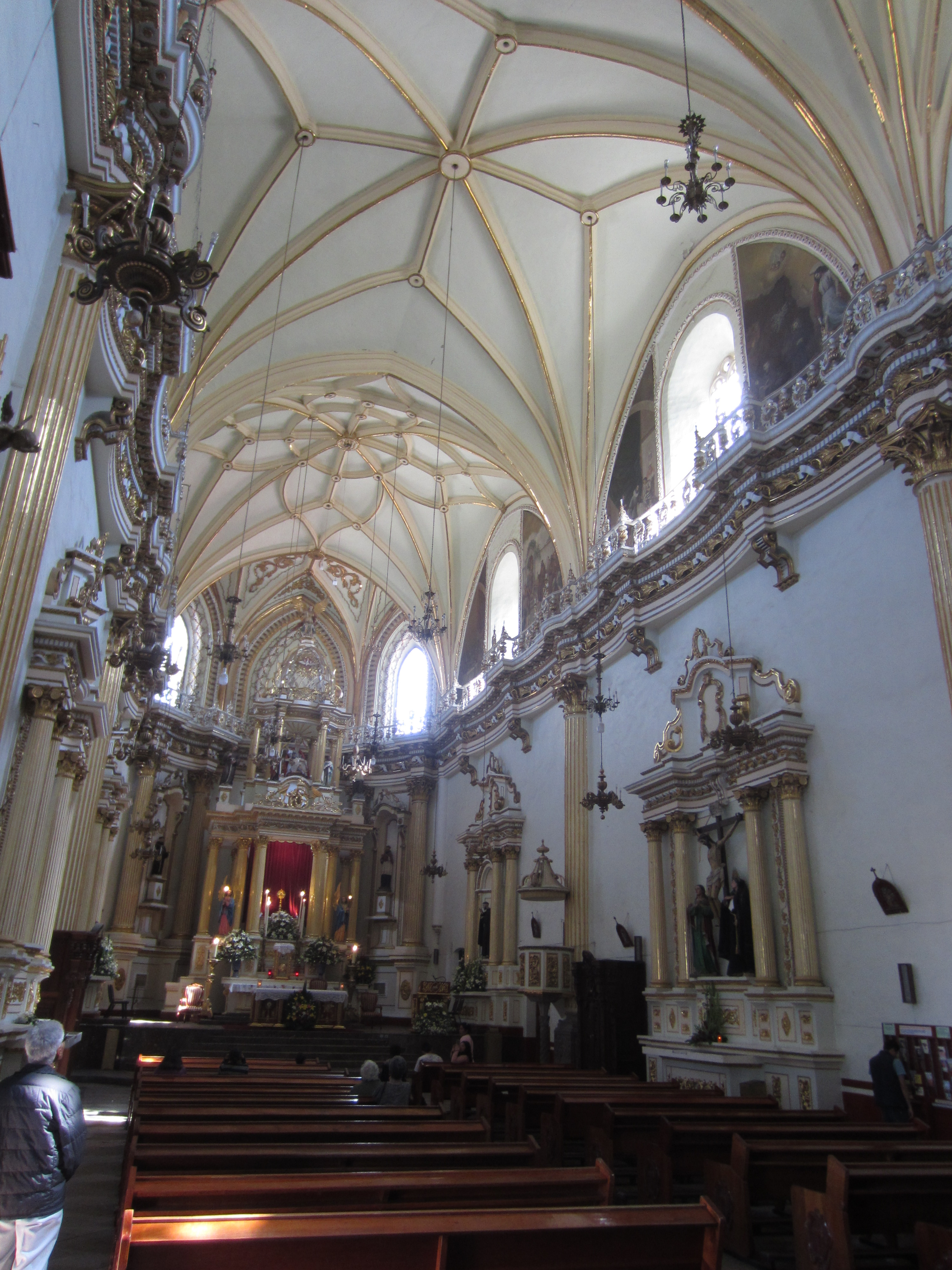
Vista del interior de la iglesia

Su templo consta de una única nave alargada y dividida en varios tramos, de elementos góticos y platerescos, con cerramientos de bóveda de nervadura con tracerías góticas, aunque el interior es ya de estilo neoclásico. 
A la izquierda del templo, frente al extenso atrio que reunía a los indígenas durante los oficios religiosos, se conserva una capilla de estilo mudéjar construida antes de 1540, conocida como Capilla Abierta, Capilla Real o Capilla de Indios, obra única en su tipo en el país.
El interior del antiguo claustro conserva frescos de la época de su construcción. Aunque alguna vez estuvo tanto en su interior como en los patios casi enteramente decorado con murales, su decorado mural original del siglo XVI, realizado por indígenas, está mayormente perdido.
El retablo de estilo neoclásico data de 1897.
La portada principal ha cambiado con el paso del tiempo de su trazo original.
Algunos sectores del conjunto siguen siendo utilizados para la clausura de frailes franciscanos. El área del claustro del complejo todavía funciona como un convento y está habitada por unos diez frailes franciscanos que dirigen una escuela grande en el complejo, así como muchas otras actividades pastorales, además de las de la justicia, la paz y el respeto por la creación. Por esta razón, no está abierto al público la zona donde viven los frailes. [1] [2] Este convento también alberga la Oficina de Vocaciones para ayudar a jóvenes de los Estados de Guerrero, México, Ciudad de México, Oaxaca, Puebla, Tlaxcala y Veracruz a ser parte de un proceso de discernimiento e cuanto a su vocación a ser frailes franciscanos. El claustro original contiene una serie de murales similares a los del antiguo convento de Huejotzingo. El piso superior tiene una llamada misa de San Gregorio y la planta baja contiene frescos con escenas de la vida de Francisco de Asís, junto con retratos de varios frailes franciscanos. [14] En 1986, un anexo del área del claustro, que incluye la portería y el portal de peregrinos, se convirtió en Biblioteca Franciscana, Capítulo de la Provincia del Santo Evangelio, en cooperación con la Universidad de las Américas. Los frailes se opusieron originalmente al proyecto, ya que el convento probablemente se asienta sobre los restos del Templo de Quetzalcóatl, y estaban preocupados por la expulsión. Al final, los franciscanos copatrocinaron la biblioteca con la universidad. [2] Esta biblioteca contiene más de 25,000 volúmenes publicados entre los siglos XVI y XIX. [1]   La portería y el portal de Peregrinos, actualmente restaurados, se encuentran bajo comodato de la Universidad de las Américas por acuerdos firmados en 1991 y 1997 entre el gobierno y la Provincia Franciscana. En el portal tienen su sede la Biblioteca Franciscana y el Centro de Estudios Humanísticos Fray Bernardino de Sahagún de la UDLA. Dado que resguardan antiguos textos (algunos del siglo XVI), su acceso se encuentra restringido para el público en general.  Uno de los eruditos franciscanos más destacados de América Latina, Fray Francisco Morales, OFM reside en el convento y dirige la Biblioteca Franciscana.

## Capilla de la Tercera Orden
La Capilla de la Tercera Orden se localiza en el convento de San Gabriel. Es un templo de dimensiones modestas, con una fachada barroca y columnas salomónicas. Sus altares son de tipo neoclásico en blanco y oro, en la cúpula se pueden observar las pinturas de franciscanos de gran importancia.

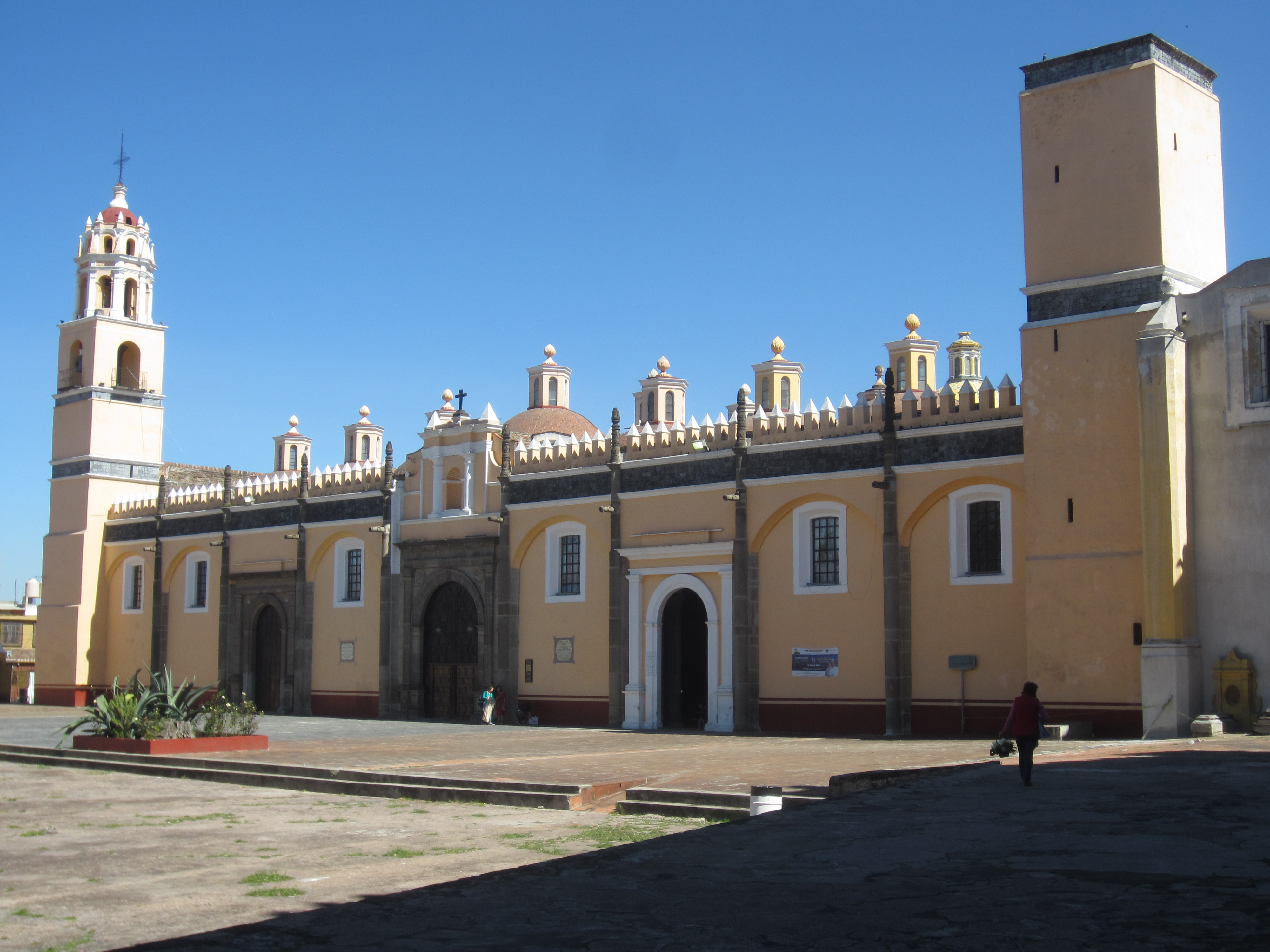
Capilla Real

## Capilla Real o de Naturales

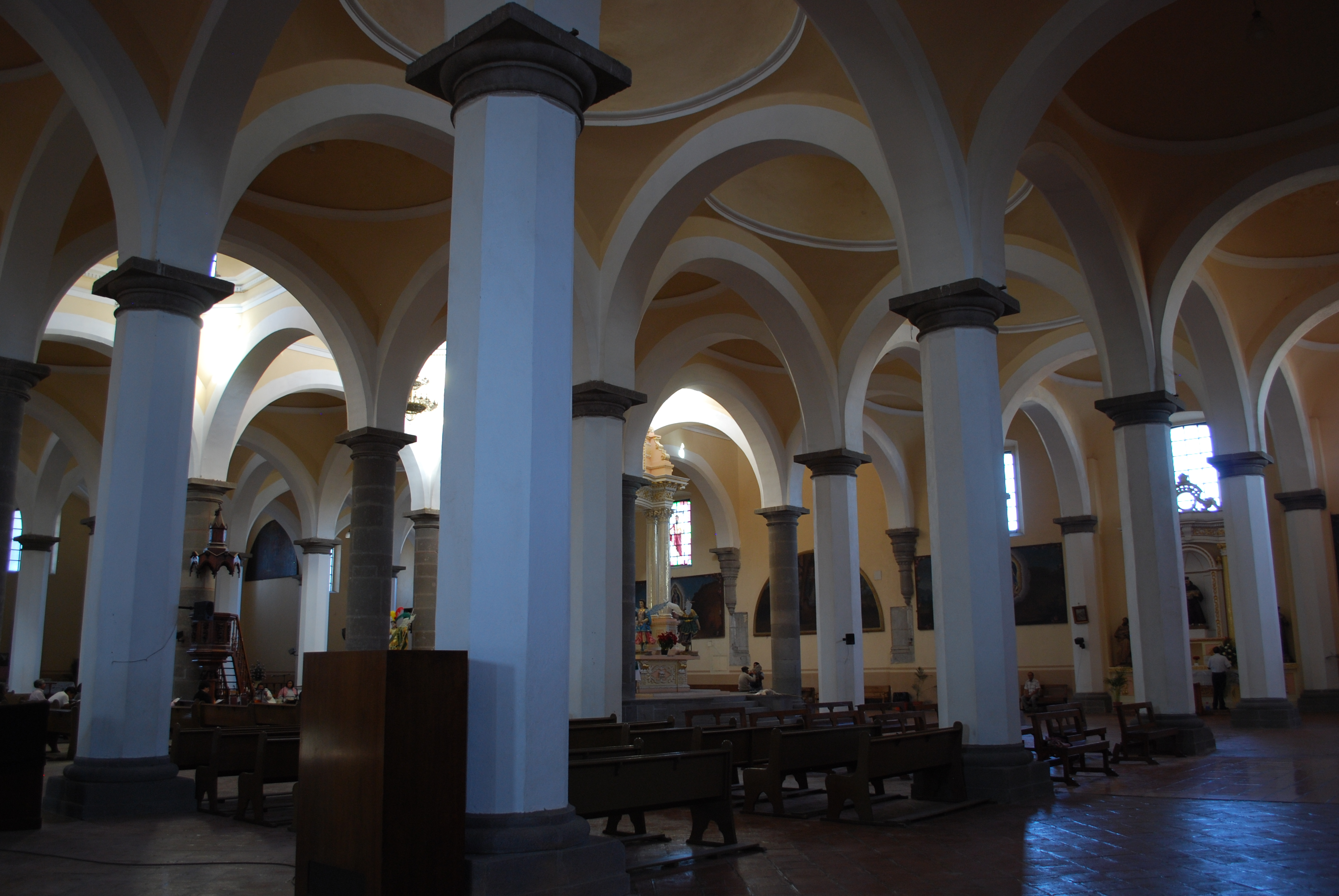
Interior de la Capilla Real

Capilla anexa al convento de San Gabriel. Fue edificada en 1540 con el propósito de impartir doctrina a los indígenas. Recuerda a las mezquitas arábigas por su forma y estructura.
Su techo, originalmente de madera, causa admiración a quien lo observa, ya que está conformado por 49 cúpulas que cubren las siete naves del templo y las dos series de capillas laterales. Conserva una pila de agua bendita la cual nos muestra rasgos indígenas y franciscanos. 
Los domingos congrega a un gran número de vecinos del municipio que se reúnen aquí para celebrar Misa.